# Ángel Mauro Rodríguez
Ángel Mauro Rodríguez fue un dibujante, pintor, retratista y cartelista mexicano. Dedicó su vida al trabajo creativo en diseño de carteles y a la pintura en acuarela.

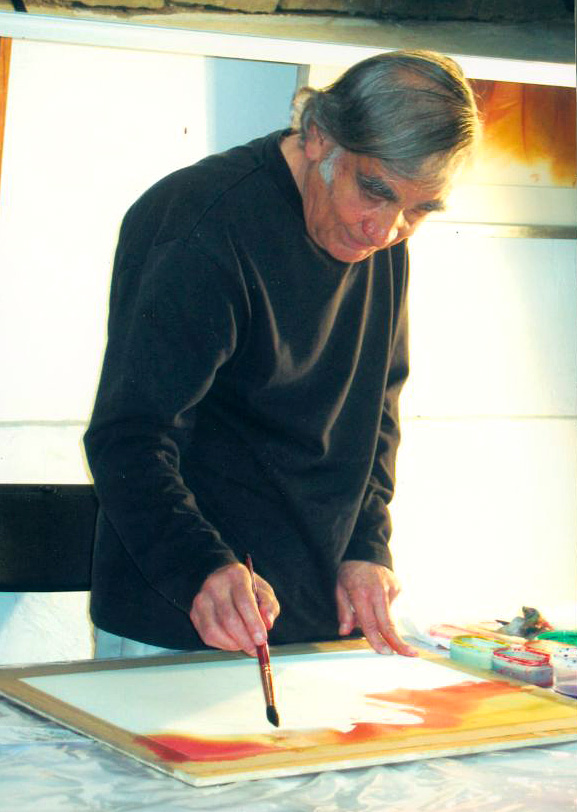
Ángel Mauro.

## Datos biográficos
Nació en San Juan Teotihuacán, Estado de México, el 21 de noviembre de 1931. Desde muy temprano, el dibujo ocupó un lugar importante en sus actividades. En uno de sus viajes a Teotihuacán, el pintor e ilustrador cubano, Tony Ximénez que radicaba en México, D. F., descubre su sorprendente habilidad y lo convierte en su ayudante. Más tarde conoce al general y pintor Ignacio Beteta, de quien aprende el misterio de la acuarela y pronto lo supera. Al fin decide mudarse definitivamente a la Ciudad de México y en 1960 ingresa a la Escuela Nacional de Pintura, Escultura y Grabado "La Esmeralda" bajo la guía de Raúl Anguiano y Santos Balmori.
También incursiona en el diseño de cartel plástico y participa en gran número de concursos en los que resulta premiado, en uno de ellos con una beca que decide aceptar en 1989 y viaja a Polonia para una práctica en la facultad de Gráfica de la Academia de Bellas Artes de Varsovia. Desde esa ciudad le envía a su amigo Luis de la Torre dibujos que publicaría René Avilés Fabila en la sección cultural “El Búho” de Excélsior, y al regresar a México ilustra textos para ese mismo suplemento, destacando sus retratos de personalidades. Fue socio fundador del Museo de la Acuarela en la Ciudad de México.
A lo largo de su carrera, Ángel Mauro exploró nuevas posibilidades en la técnica que manejó con singular maestría y que le ha convertido en un acuarelista diferente. Una paleta austera, restringida a dos o tres colores –muchas veces monocromática– y un contraste aún más acentuado de luz y sombra, son los recursos que lo condujeron a la transformación de un arte más vigoroso que constituye el sello de su inconfundible estilo expresionista.
Falleció en la Ciudad de México el 5 de junio de 2008, a la edad de 77 años.

## Exposiciones
Realizó alrededor de 27 exposiciones individuales, entre las cuales destacan:

1980 - Polyforum Cultural Siqueiros, en el D.F. México. 

1993 - Museo de la Acuarela, Coyoacán, México. D.F

1994 - Instituto Palacio de Cultura, Tlaxcala, México. 

1999 - Museo de la Acuarela del Estado de México. 

2007 - Casa de Cultura de Tlalpan, México.

Realizó alrededor de 300 exposiciones colectivas, en la Ciudad de México, en el interior de la República y en el extranjero, de las cuales destacan: 

1970 - National Academy Galleries 103 Exposición Anual de la American Water Color Society, Nueva York.

1979 - Presencia de la Acuarela en la Pintura Mexicana, Palacio de Bellas Artes (Ciudad de México).

1981 - Galería Central de la Ciudad de Urawa Saitama, Japón.

1989 - Sala de Exposiciones de la Academia de Bellas Artes de Varsovia, Polonia. 

2008 - Muestra Acuarela Mexicana Contemporánea, San Petersburgo, Rusia. 

## Reconocimientos
Alrededor de 35 premios y distinciones entre pintura y arte gráfico. Destacan:

1.er. premio. Concurso Nacional de carteles. Tema “30 años al Servicio del Progreso de México. Comisión Federal de Electricidad, D.F. en 1967.

1.er. premio. Concurso nacional para el cartel conmemorativo del 40 aniversario de la fundación de la ONU. Representación de México al Concurso Internacional de Nueva York, en 1985.

1.er. premio. Fase Nacional, tema “Desarme”. Concurso de carteles convocado por la ONU. Representación de México al Concurso Internacional de Nueva York, en 1988.

En el 2004, el gobierno del Estado de México reconoce su talento artístico abriendo una sala de exposición permanente con parte de su producción en el Museo de la Acuarela.